# 스토리보드

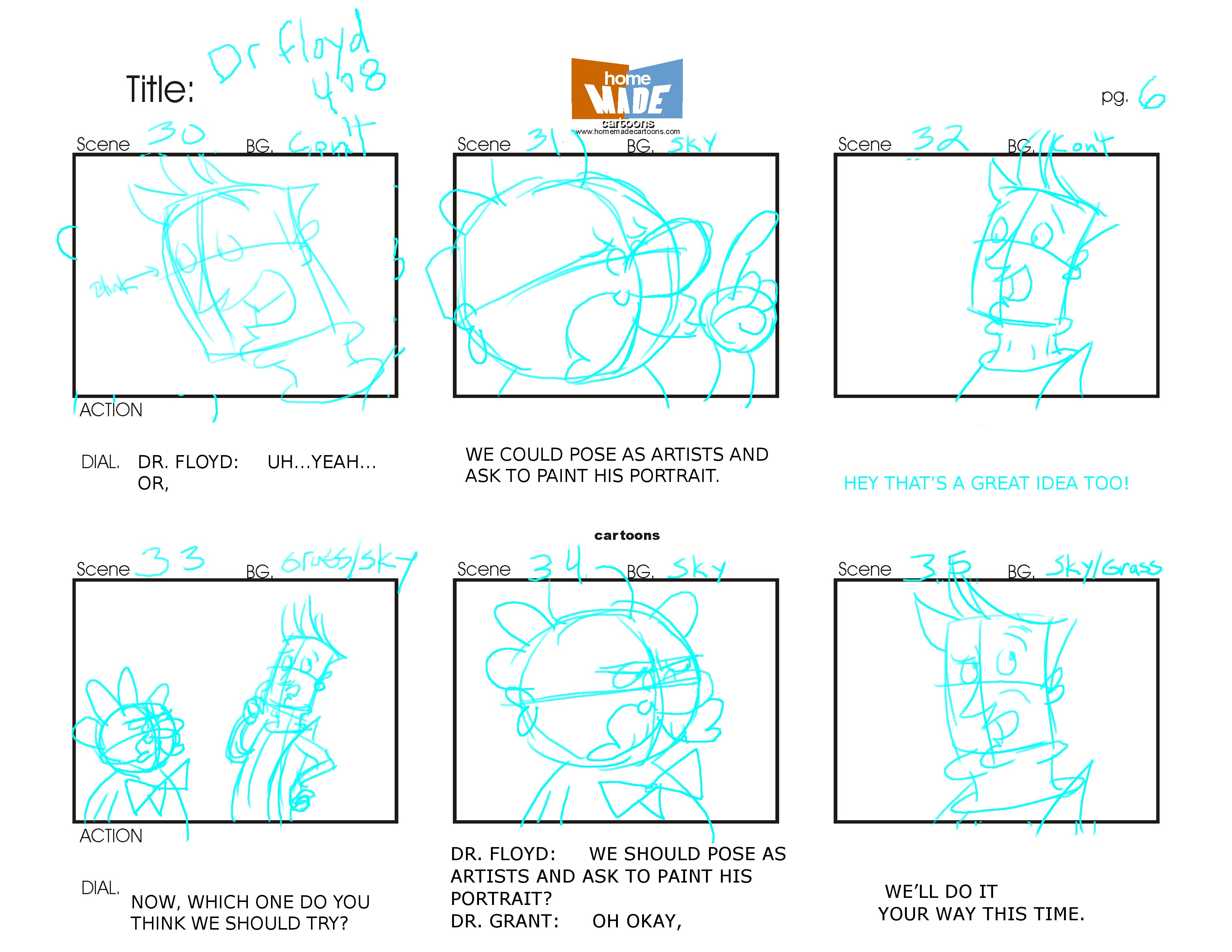
《The Radio Adventures of Dr. Floyd》의 408화 스토리보드.

스토리보드(영어: storyboard) 또는 콘티란 영화나 텔레비전 광고 또는 애니메이션같은 영상물을 제작하기 위해 작성하는 일종의 문서이다. 특히
이러한 스토리보드중에서 콘티(continuity)는 영화나 텔레비전 드라마의 촬영을 위하여 각본을 바탕으로 필요한 모든 사항을 매 장면(scene)마다 기록한 주요문서이다. 장면의 번호, 화면의 크기, 촬영 각도와 위치에서부터 의상, 소품, 대사, 액션 따위까지 적혀 있다.
영상의 흐름을 설명하기 위한 이야기나 구성요소, 촬영정보, 동선 등의 제작시 필요한 정보들이 미리 약속된 기호들에 의해 중요한 장면별로 간단히 스케치를 하여 스토리보드를 만든다. 따라서 스토리보드에는 영상촬영 및 편집시에 필요한 전체적인 정보가 담겨 있기 때문에 제작에 들어가기 전에 점검하는 데 유용하게 쓰이며, 촬영및 편집을 하는 데에도 일종의 가이드 라인이 되어 좀 더 효율적으로 일을 할 수 있게 도와준다.
흔히들 기획의 매우 중요한 부분이 스토리보드라 생각하지만 기획과 스토리보드는 다른 개념이다. 영상물을 제작할 때 제작자의 머릿속에는 아이디어와 컨셉들이 떠오를 것이다. 이런 것들을 제작자의 생각, 아이디어 스케치, 메모 등을 통해 영상물에 대한 기획을 세운다. 그 다음에는 전체적인 시나리오를 작성하게 된다. 기존의 생각, 아이디어, 컨셉등을 좀 더 발전시켜 한 장면 한 장면 세밀하게 세부묘사를 하게 되는데 이 세부묘사를 한 것이 스토리보드다.

## 역사
스토리보드는 기본적으로 그림을 통해서 전반적인 이야기를 전달하는 특성을 가지고 있다.
이러한 특성은 스토리보드의 역사가 시작된 고대 이집트시대로 거슬러 올라가 이집트의 '사자의 서'에서 사용된 상형문자에서 찾아볼 수 있다.
상형문자는 그림과 문자를 동시에 사용하여 시간의 흐름을 설명한다. 이러한 상형문자의 특성은 이집트가 인류최초로 스토리보드를 사용하였다고 볼 수 있는 부분이다.
1990년대 초에 월드디즈니의 애니메이터 웹 스미스는 처음으로 스토리보드를 사용하였다. 그러나 이것은 용어를 보기좋게 정리해둔 아이디어스케치에 불과했다. 1927년 디즈니의 작품 행운의 토끼 오스월드(Oswald the Lucky Rabbit) 시리즈에서는 중요한 액션과 장면전환들을 스케치하였다. 그 후 얼마되지 않아 애니메이터들과 스토리담당자들이 전체 스토리를 볼 수 있도록 하기 위해서 빈 벽면 위에 수십 개의 장면스케치를 전시하도록 하였는데 여기에서 스토리보드라는 단어가 생겨나고 지금의 체계가 확립되었다.
이 후 스토리보드는 큰 발전이나 변형을 거치지도 않은상태로 현재까지 사용되어 왔으나 최근들어 컴퓨터,인터넷등의 발전으로 인한 첨단화가 진행되며 IT분야에서도 기존과 다소 다른형태의 스토리보드를 이용하여 CD/DVD-ROM이나 웹사이트의 제작에서도 사용되고 있다. 아직 표준화가 이루어지지 않았지만 향후 미래에 IT분야에서의 스토리보드 활용도가 매우 높아질 것으로 예상된다.

## 용어

### 샷(shot)
카메라와 피사체 간의 거리에 따라 원사와 접사 사이의 장면.
- Long shot : 인물외에 배경이 충분히 보일정도 먼 거리의 샷
- Extreme long shot : Long shot보다 훨씬 더 먼 거리의 샷
- Full shot : 인물의 머리부터 발끝까지가 화면에 모두 들어올 정도 거리의 샷
- Up shot : 인물에 가까이 접근한 샷(Up shot은 화면하단이 인물에 걸쳐지는 부위에 따라 또다시 나뉜다)
  - 무릎-Knee shot
  - 허리-Waist shot
  - 가슴-Bust shot
  - 어깨-Shoulder shot
- Close up shot : 인물의 어느 특정부위를 강조하기 위해 매우 접근한 거리의 샷.

### 앵글(angle)
카메라가 피사체를 촬영하는 각도에 따라 달라지는 장면의 구도를 말함-
- Eye level : 카메라가 인물의 눈높이에서 촬영하는 앵글.
- High angle : 카메라가 인물보다 높은 위치에서 인물을 내려다보는 앵글.
- Bird's-eye view shot : 하이 앵글 샷의 극도한 방법에서 사용한 예.
- Dutch angle(Oblique shot) : 기울어진 샷, 수평적인 라인의 세상을 대각선으로 제시한다.
- Low angle : 카메라가 인물보다 낮은 위치에서 인물을 올려다보는 앵글.
- Pan left/right : 카메라에서의 좌우 움직임.
- Tilt up/down : 카메라의 상하 움직임.
- Zoom in/out : 카메라의 줌렌즈를 이용한 확대 또는 축소.
- Follow : 카메라가 인물을 뒤쫓아 가며 촬영
- Track up/back : 피사체를 향하여 카메라가 전진/후진하는 것

### 장면 전환
장면이 다음장면으로 넘어갈때의 특별하게 쓰인 편집기술.
- Dissolve : 장면1이 장면2로 넘어갈때 장면1은 점점 화면에서 사라지고 동시에 장면2가 서서히 나타나는 장면전환.
- Fade in/out : 화면이 점차 어두워지며 검은화면이 되거나 검은화면에서 화면이 점점 밝아지며 다음장면이 나타나는 장면전환.
- Over exposure : 화면이 밝아져 하얗게 되거나 흰 화면으로부터 점차 다음장면이 나타나는 장면 전환. 주로 회상 장면에 많이 사용되며, 과거회상은 Flash back, 미래로의 시간이동은 Flash forward라고 쓰인다.
- Double exposure : 하나의 화면에 다른 화면이 겹쳐서 이루어져서, 이중 노출법에 의한 합성법
- Over lap : 한화면이 없어지기 전에 다음 화면이 천천히 나타나는 이중 화면 접속법
- Wipe : 경계선이 화면을 가로질러 이동하면서 화면이 다른 화면으로 전환됨.

### 포커스
- Deep focus : 프레임 안의 모든 요소가 포커스 맞추어져 있음. 영상에 있어서 사실적인 접근 방식으로 인식된다.

- Shallow focus : 프레임 안의 한 이미지가 포커스 되어 있고 다른 영역의 이미지는 아웃된 포커스로 되어 있음.

1. 물체를 공간에서 고립시킴
2. 관객의 주의 집중시킴
3. 비현실적인 이미지와 상대적으로 상실된 공간감 형성.

- Shifting focus : 움직이는 물체를 포커스 상태로 유지 시키기 위해 포커스를 이동시킴.

1. 한 씬에서 다음 씬으로 가기위한 장면전환의 방법
2. 한 샷에서 각기 다른 요소들을 기술하기 위해 혹은 강조하는 것을 변환시키기 위해 이용됨.

### 렌즈
- 표준렌즈(Normal lens 혹은 Standard lens) : 기본적으로 원근에 있어서 정상적인 재현을 함.
- 망원렌즈(Telephoto lens혹은 long-focus lens) : 일반적으로 사용되는 표준렌즈보다 초점거리가 길고 사각(寫角)이 약 30°보다 좁은 렌즈를 말한다. 원근 감을 없애 물체들을 서로 가깝게 보이도록함, 표면을 입체감이 없고 평평하게 함.
- 광각렌즈(Wide angle 혹은 Short lens) : 표준렌즈보다 초점거리가 짧은 렌즈, 때문에 가장자리의 수평선과 수직의 왜곡이 나타남. 프레임안의 물체들사이의 거리감 확대. 입체감 지나치게 강조.
- 줌렌즈(Zoom lens) : 초점이나 조리개값이 변하지 않은 채로 초점거리를 연속해서 바꿀 수 있는 렌즈이다. 카메라가 직접 움직인 것이 아니기 때문에 물체가 급작스럽게 다가오는 느낌을 받음으로서 다소 인위적이고 수동적인 느낌을 받게됨.

### 기타
- S#(scene number) : 장면번호
- Narration : 나레이션, 해설, 화면 밖의 효과를 설명함
- Double exposure : 하나의 화면에 다른 화면이 겹쳐서 이루어져서, 이중 노출법에 의한 합성법
- Insert : 신문 잡지 따위를 화면에 삽입하는 것
- Close up : 대사, 즉 일부분을 크게 찍는 것

## 스토리보드 소프트웨어
- TVP Animation (TVPaint)
- Toonboom Storyboard (Toonboom)
- Story Planner 보관됨 2017-06-10 - 웨이백 머신 (Toonz)

## 관련 직업
스토리보드 아티스트(storyboard artist): 스토리보드 제작을 전문적으로 담당하는 사람을 스토리보드 아티스트라 한다.
- 미야자키 하야오
- 로저 알러스
- 강영만
- 피터 정

## 같이 보기
- 영화 제작
- 사전제작

## 참고 문헌
- 디지털 영상 세대를 위한 스토리보드의 이해(2006) / 박연웅 / 동양문고
- Film Directing Shot by Shot<Visualizing from Concept to Screen> (1991) / Katz, Steven D. / Ingram Pub Services
- 스토리보드 제작기법 (2004) / 류수환 / 정글프레스